# Aloxiprin
Aloxiprin oder Polyoxyaluminiumacetylsalicylat ist ein Polykondensat aus Acetylsalicylsäure und Aluminiumoxid. Die Verbindung hat schmerzstillende, fiebersenkende und entzündungshemmende Eigenschaften.

## Eigenschaften
Aloxiprin ist ein weißes bis leicht rosafarbenes Pulver, das praktisch unlöslich in Wasser ist. Der Aluminiumgehalt beträgt 7,5 bis 8,5 %. Es ist stabiler als Acetylsalicylsäure.
Formelstamm: (Al2O3)x · (C9H8O4)y
Die Herstellung erfolgt aus  Aluminiumisopropoxid und Acetylsalicylsäure. Die Verbindung hat einen geringeren Gehalt an freier Salicylsäure im Vergleich mit anderen Aluminiumacetylsalicylat-Verbindungen (z. B. Aluminiumbis(2-acetyloxybenzoat)hydroxid: bis zu 7,5 %) und als Pulver eine sehr viel höhere Schüttdichte, wodurch es sich besser für die pharmazeutische Formulierung von akzeptablen Darreichungsformen eignet.

## Verwendung
Aloxiprin wurde als Analgetikum und antientzündliches Mittel bei Beschwerden des Bewegungsapparates (muskuloskelettales System) und der Gelenke eingesetzt.
Die Wirkung und Verwendung ähneln denen von Acetylsalicylsäure (Aspirin), es wird jedoch angenommen, dass Aloxiprin stabiler ist und ein geringeres Risiko für Magenreizungen und Blutungen birgt.

## Kontraindikationen
Das Arzneimittel sollte nicht bei Personen, die allergisch auf Salicylate reagieren, Menschen mit gastrointestinalen Geschwüren, Menschen mit Leber- oder Nierenschäden eingesetzt werden. Außerdem nicht bei Frauen, die sich im dritten Trimester der Schwangerschaft befinden oder stillen. Des Weiteren sollte Aloxiprin nicht mit anderen Salicylaten oder mit nichtsteroidalen Antirheumatika zusammen eingenommen werden.